# Fiume Santo
Fiume Santo (in sassarese: Santu) è un torrente della Sardegna settentrionale che nasce come rio d'Astimini sul monte Lu Ferru a 228 m nella Nurra.

## Percorso
Il torrente nasce come rio d'Astimini dal monte Lu Ferru vicino a Palmadula, dopo 20 chilometri subito dopo mont'Elva in località "Gadoni" aggirando una collina in calcare raccoglie le acque di una grandissima sorgente, diventando di fatto un vero fiume (Fiume Santo) per sfociare dopo qualche chilometro nel golfo dell'Asinara nel territorio di Sassari e Porto Torres, fra i quali segna il confine comunale a partire dall'incrocio con la Strada provinciale 34 verso Stintino. Dal fiume prende nome la centrale termoelettrica di Fiume Santo di proprietà della EPH, situata nel comune di Sassari.